# 大龙站镇
大龙站镇，是中华人民共和国湖南省常德市鼎城区下辖的一个乡镇级行政单位。

## 行政区划
大龙站镇下辖以下地区：
郑家岭社区、大龙站社区、龙山村、富贵坡村、双堰堤村、全家坪村、兴国寺村、茶庵岗村、祝家挡村、板桥坪村和翠镇庵村。